# Jiří Šlitr
Jiří Šlitr (ur. 15 lutego 1924  w Zálesní Lhota, zm. 26 grudnia 1969 w Pradze) – czeski kompozytor, malarz, pianista, piosenkarz i aktor; współzałożyciel praskiego teatru Semafor.
Studiował na Wydziale Prawa Uniwersytetu Karola w Pradze i w 1949 roku otrzymał doktorat z prawa (stopień naukowy JUDr. – nigdy nie praktykował jako prawnik, ale później zyskał przydomek Doktor Piano). W 1948 roku założył Czechoslovak Dixieland Jazz Band z byłymi kolegami z klasy.
W 1957 roku poznał tekściarza-dramaturga Jiříego Suchego, i zaczęli wspólnie występować w teatrze Reduta i kawiarni Vltava. W 1959 roku jego głównym miejscem występów stał się nowo założony teatr Semafor. Šlitr z Suchým oraz klarnecistą Ferdinandem Havlíkiem, byli kluczowymi przedstawicielami „złotej ery” Teatru Semafor. Pierwszym dziełem Jiříego Šlitra z Jiřím Suchým była Píseň o Hamletovi (Piosenka o Hamlecie).
W 1964 roku Šlitr zajął 6. miejsce w czechosłowackim konkursie piosenkarzy Zlatý slavík (Złoty Słowik). W 1965 roku Šlitr skomponował operę jazzową Dobře placená procházka (Spacer wart swojej ceny), którą w 2007 roku wystawił Miloš Forman w Narodowym Teatrze w Pradze.
Skomponował ponad 300 piosenek i wystąpił w kilku sztukach. Napisał również muzykę do dziesięciu filmów pełnometrażowych, w niektórych z nich grając rolę aktorską. Był także uznanym rysownikiem i grafikiem, który wystawiał swoje prace w Niemczech i Stanach Zjednoczonych
Jiří Šlitr był znanym człowiekiem, który cieszył się życiem. Miał wielu fanów i był otoczony młodymi kobietami. Jego ostatnią miłością była osiemnastoletnia Jitka Maxová, którą poznał w teatrze Semafor. W dniu swojej śmierci zaprosił przyjaciół na świąteczny obiad. Po chwili wyszedł, mówiąc, że musi coś załatwić i wróci za godzinę. Kiedy nie wrócił na czas, jego znajomi zaczęli go szukać. Znaleźli go martwego w jego atelier, w objęciach Jitki. Oficjalny werdykt śledztwa brzmiał: otrucie gazem świetlnym. Po śmierci Jiříego Šlitra pojawiły się spekulacje na temat samobójstwa, ale fakt, że ani jedno z kochanków nie zostawiło listu pożegnalnego, wykluczył tę możliwość. Rodzina artysty również zaprzeczyła, jakoby miał problemy psychiczne. 